# ケイテック
株式会社ケイテック（英: K-TEC Corporation）は、カワサキモータース株式会社の完全子会社で、川崎重工グループの一社。川崎重工・CP事業本部（現：カワサキモータース株式会社）のデザイン部門が独立する形で設立。以後同グループ外の企業に対してもプロモーションデザインのサービスを提供する。

## 沿革
- 1990年 - 5月 川崎重工業株式会社CP事業本部（現:カワサキモータース株式会社）デザイン部門から独立
- 1990年 - デザイン業務・テクニカルイラストレーション業務を開始
- 1992年 - 情報システム 開発/運用 業務を開始
- 1996年 - 情報システム外販事業・印刷/製本 事業・製品評価実験業務を開始
- 1998年 - 3D設計事業・サービスマニュアル作成業務・研究実験業務を開始
- 2000年 - 量産金型用3D設計業務を開始・神戸本社を栄町から海岸通へ拡張移転
- 2003年 - 駆動系設計業務を開始
- 2004年 - 耐久実験業務を開始
- 2006年 - 株式会社ケイコンサルタンツと合併（人材派遣事業を継承）
- 2009年 - 株式会社ケイエイエイと合併（補給部品入出庫業務を継承）
- 2012年 - 神戸本社から明石オフィスに統合し本社とする
- 2014年 - 人材派遣事業を株式会社ケイキャリアパートナーズへ移す
- 2017年 - 東京デスク開設
- 2021年 - 川崎重工業株式会社からカワサキモータース株式会社の子会社となる